# Ixora decus-silvae
Ixora decus-silvae är en måreväxtart som beskrevs av Cornelis Eliza Bertus Bremekamp. Ixora decus-silvae ingår i släktet Ixora och familjen måreväxter. Inga underarter finns listade i Catalogue of Life.